# Hinrich Lührssen
Hinrich Lührssen (* 1958 in Bremerhaven) ist ein deutscher Journalist und Buchautor. Er arbeitete insbesondere für Radio Bremen und Stern TV. Von Juni 2018 bis Februar 2019 war er Mitglied der Alternative für Deutschland (AfD) und von Februar 2019 bis April 2020 Mitglied der Wählergemeinschaft Bürger in Wut (BIW). Über seine Erlebnisse in der rechten Szene veröffentlichte Lührssen im März 2021 ein Buch.

## Biografie

### Beruf
Lührssen arbeitete als Journalist von 1988 bis 1990 für das Regionalmagazin buten un binnen des Senders Radio Bremen. Anschließend wechselte er zum Fernsehmagazin stern TV, für das er als Reporter Unterhaltungsbeiträge lieferte, wobei er unter anderem eine eigene Band gründete oder versuchte, sich eine Woche lang ohne Geld zu ernähren. Ab 2004 war er zusätzlich wieder für buten un binnen tätig. Außerdem schrieb er für Die Zeit und arbeitete nach eigenen Angaben auch für das ZDF und weitere Sender.
Ferner betreibt er seit 1998 die Produktionsfirma Studio Bremen Hinrich Lührssen GmbH.

### Politik
Im Juni 2018 wurde Lührssen Mitglied der Alternative für Deutschland (AfD) und rückte kurz danach in den Bremer Landesvorstand auf, durch Kooptation zweier anderer Mitglieder. Dies führte zu Diskussionen über die Vereinbarkeit mit seiner journalistischen Tätigkeit. Andrea Schafarczyk, Chefredakteurin von Radio Bremen, erklärte daraufhin, Lührssens AfD-Engagement sei seine private Entscheidung, man wolle nun aber mit ihm sprechen, was genau er vorhabe. Der Sender stehe für Unabhängigkeit und Vielfalt und jeder, der dort arbeite, sei diesen Werten verpflichtet. Ein Sprecher des Senders sagte gegenüber der taz, Lührssen werde während des anstehenden Bürgerschaftswahlkampfes 2019 „nicht programmpräsent“ sein. Auch die Firma i&u TV, die stern TV für RTL Television produziert, erklärte, eine Stellungnahme Lührssens abwarten zu wollen. Nach sechs Einsätzen für stern TV im laufenden Jahr 2018 seien weitere Beiträge mit ihm derzeit nicht geplant.
Lührssen begründete seinen Beitritt damit, dass Bremen und Bremerhaven eine „starke konservative Kraft“ bräuchten. Es müsse auf Themen wie „die anhaltende Vergeudung von Steuergeldern, auf die enorme Verschuldung beider Städte, auf die Versäumnisse in der Bildungspolitik und auf die Hilf- und Handlungslosigkeit in der Asylpolitik klare konservative Antworten geben.“ Er wolle sich innerhalb der AfD für einen fairen Umgang mit Medien und den Fortbestand der öffentlich-rechtlichen Sender einsetzen und hoffe umgekehrt auf Fairness.
Im Januar 2019 bewarb Lührssen sich als Spitzenkandidat der AfD für die anstehende Bremer Bürgerschaftswahl, unterlag jedoch dem Landesvorsitzenden Frank Magnitz. Im Februar trat er nach „parteiinternen Streitigkeiten“ aus der AfD aus und der Wählervereinigung Bürger in Wut (BIW) bei. Er erklärte, die BIW stünden für „eine solide Politik ohne Machenschaften“. Ende Februar wählte die BIW ihn auf Vorschlag des Vorstands zum Spitzenkandidaten für die Bremer Wahl. Der Einzug in die Bürgerschaft gelang ihm jedoch nicht. Lührssen trat im April 2020 aus der Wählergemeinschaft aus und kündigte ein Buch über seine Erlebnisse am rechten Rand an, welches im März 2021 erschien.
In seinem Buch Undercover in der AfD. Eingeschleust und aufgedeckt – was wirklich in der AfD passiert schreibt Hinrich Lührssen, er sei in die AfD eingetreten, um die Partei auszuspionieren. Er nennt im Buch nur einen angeblichen Mitwisser dieses Plans. Er habe Frank Schulte, den Regionalchef von Radio Bremen, in seine Unterwanderungspläne eingeweiht. Schulte sowie ein weiterer Radio Bremen-Mitarbeiter bestritten dies jedoch gegenüber dem Online-Magazin Übermedien. Zudem sorgte Lührssens Doppelrolle als beobachtender Journalist und Parteifunktionär für Kritik. Der freie Journalist Silvio Duwe kritisierte, dass Lührssen seine Rolle als Journalist verlassen habe, indem er sein „Rechercheobjekt manipuliert“ habe. Hinrich Lührssen war im Landesvorstand der AfD-Bremen aktiv, Delegierter bei Parteitagen, wollte Spitzenkandidat im Wahlkampf werden und schrieb das Wahlprogramm der Bremer AfD. Als Beobachter so viel Einfluss zu nehmen, wäre „unsauber“, so Duwe.

## Publikationen
- Raumübergreifendes Großgrün: Der kleine Übersetzungshelfer für Beamtendeutsch (Ausschnitte bei Google Books), Rowohlt, Reinbek 2010, ISBN 978-3-4996-2555-8.
- 25 % auf alles ohne Stecker: Werbung beim Wort genommen (Ausschnitte bei Google Books), Rowohlt, Reinbek 2011, ISBN 978-3-4996-2711-8.
- Hallo?! Holt mich hier raus!: Vom Mann, der sich selbst einmauerte, und andere kuriose Missgeschicke (Ausschnitte bei Google Books), Rowohlt, Reinbek 2012, ISBN 978-3-4996-2988-4.
- Undercover in der AfD. Eingeschleust und aufgedeckt – was wirklich in der AfD passiert, Kampenwand Verlag, Traunstein 2021, ISBN 978-3-947738-79-3.